# Shiritori

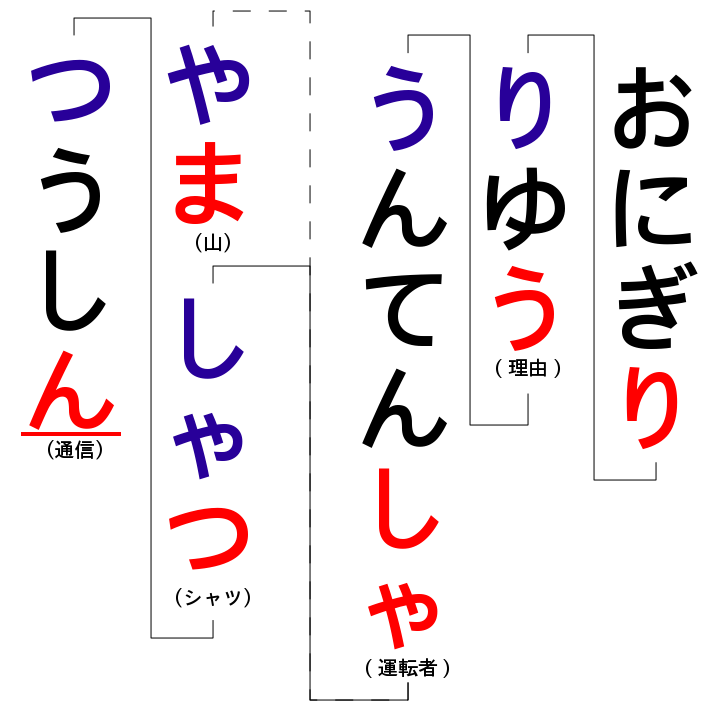
Exemplu de Shiritori

Shiritori (în japoneză しりとり) este un joc de cuvinte în limba japoneză. Regulile jocului se aseamănă cu jocul de cuvinte românesc, Fazan, cu unele diferențe. Jucătorii sunt nevoiți să găsească un cuvânt care începe cu ultima silabă (sau kana) a cuvântului anterior. Jocul se termină atunci când unul dintre jucători pierde, închizând astfel șirul de cuvinte.

## Regulile jocului
- Este nevoie de doi sau mai mulți jucători pentru a juca.
- Sunt permise doar substantivele.
- Un jucător pierde atunci când spune un cuvânt care se termină în sunetul/mora „n” (ん), deoarece nu există aproape niciun cuvânt în limba japoneză care începe cu acest caracter.
- Cuvintele nu pot fi repetate.
- Propozițiile conectate prin „no” (の; insemnând aproximativ „de”) sunt permise doar în cazurile în care fraza poate fi considerată un „cuvânt”.